# Burg Fukuyama
Die Burg Fukuyama (japanisch 福山城, Fukuyama-jō) befindet sich in der Stadt Fukuyama, Präfektur Hiroshima. In der Edo-Zeit residierten dort nacheinander größere Fudai-Daimyō.

## Burgherren in der Edo-Zeit
- Mizuno ab 1619 mit 100.000 Koku.
- Matsudaira (Okudaira) ab 1700 mit 100.000 Koku.
- Abe ab 1710 mit 100.000 Koku.

Letzter Daimyō war Abe Masatake (阿部 正桓; 1852–1914), nach 1868 Graf.

## Die Anlage
Im Zusammenhang mit der Absetzung von Fukushima Masanori (1561–1624) im Jahr 1619 erhielt Asano Nagaakira (浅野 長晟; 1586–1632) die Burg Hiroshima und Mizuno Katsunari (水野 勝成; 1564–1651) die Burg Fukushima mit einem Einkommen von 100.000 Koku. Katsunari hatte bei der Belagerung von Osaka Gotō Matabē (後藤 又兵衛; 1565–1615) besiegen können und genoss daher großes Ansehen. Katsunaris Vater Tadashige (忠重) war ein Schwager von Tokugawa Ieyasu, so dass eine enge Beziehung zu dieser Familie bestand.
Da es Katsunaris Aufgabe war, die in Mitteljapan wirkenden Tozama-Daimyō zu kontrollieren, begann er umgehend mit dem Burgbau und errichtete eine mächtige Anlage mit einem fünfstöckigen Hauptturm, sieben dreistöckigen und sechzehn zweistöckigen  Wachtürmen und mit zehn Toren in Form des Yagaura-mon (櫓門). Das Material kam zum Teil von der Burg Fushimi  und der Burg Kambe (神辺城, Kambe-jō), die an die Tokugawa gefallen waren.
Die Mizuno blieben über fünf Generationen Burgherren, bis 1698 mit dem Tod des nur zweijährigen Katsumine (勝岑) die Linie erlosch. Danach wurden ab 1700 die Ōgyū-Matsudaira mit 100.000 Koku für kurze Zeit Burgherren, bis 1710 Abe Masakuni (阿部 正邦; 1658–1715), von Utsunomiya kommend, folgte, ebenfalls mit einem Einkommen von 100.000 Koku. Die Abes blieben dann bis 1868 Burgherren.
Die Burg nutzt einen 28 m hohen Hügel, von dem man die Seto-Inlandsee sehen kann. Die Anhöhe war von einem inneren und einem äußeren Graben umgeben. Als man in der Meiji-Zeit die Eisenbahnlinie entlang der Inlandsee baute, nutzte man in Fukuyama den südlichen Teil des inneren Grabens für die Gleisanlage und baute dort den Bahnhof für die Stadt.
Im Pazifik-Krieg wurde das Zentrum von Fukuyama stark zerstört, wobei auch die Gebäude der Burg verloren gingen. 1966 wurden der Burgturm und weitere Türme rekonstruiert.

## Bilder

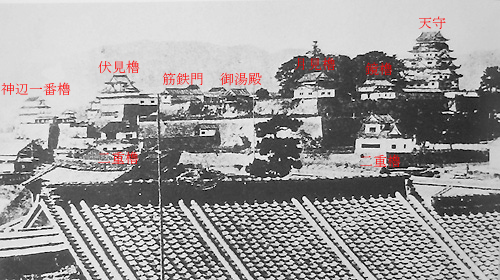
Alte Ansicht der Südost-Seite
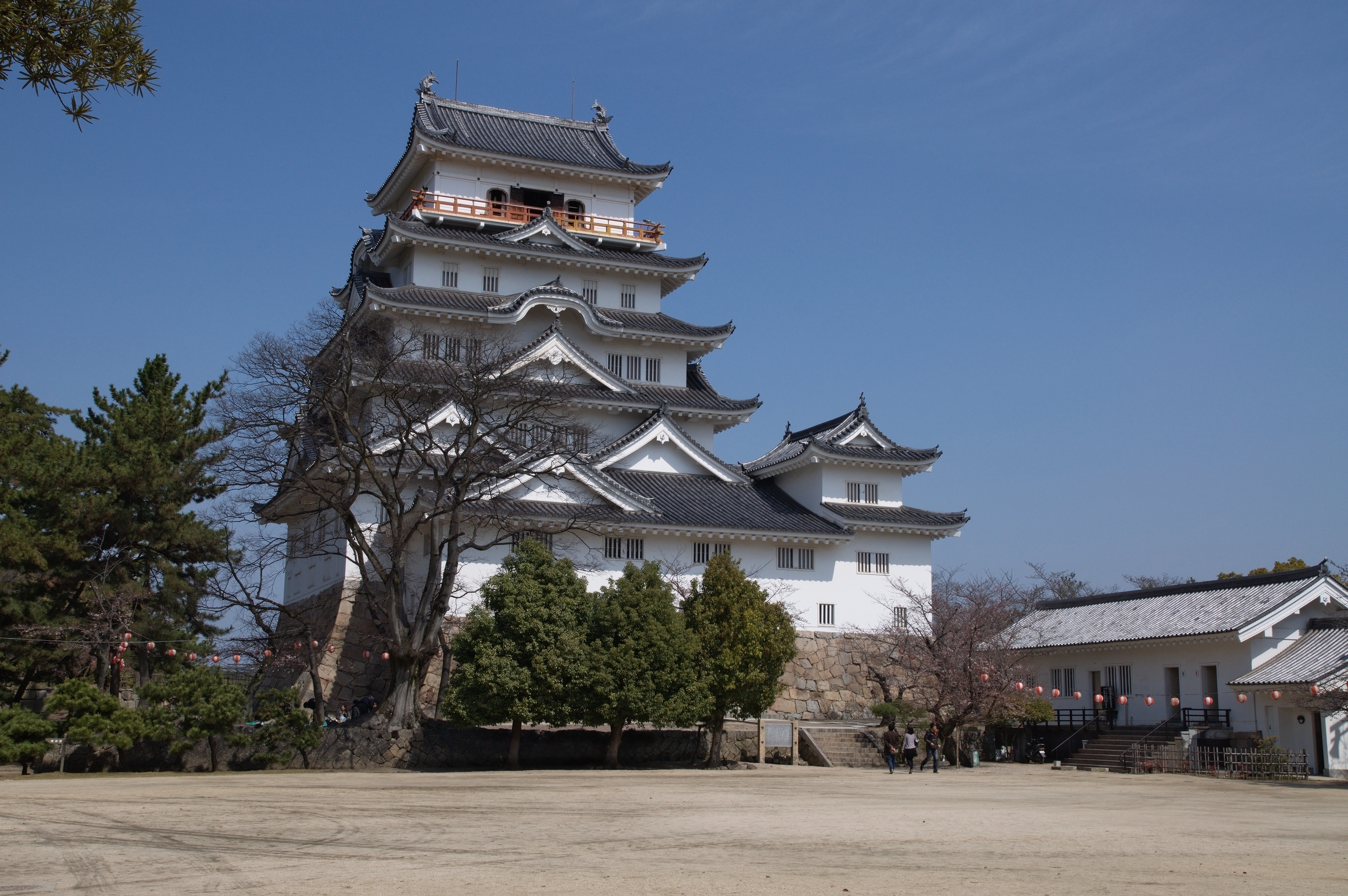
Burgturm, Südseite
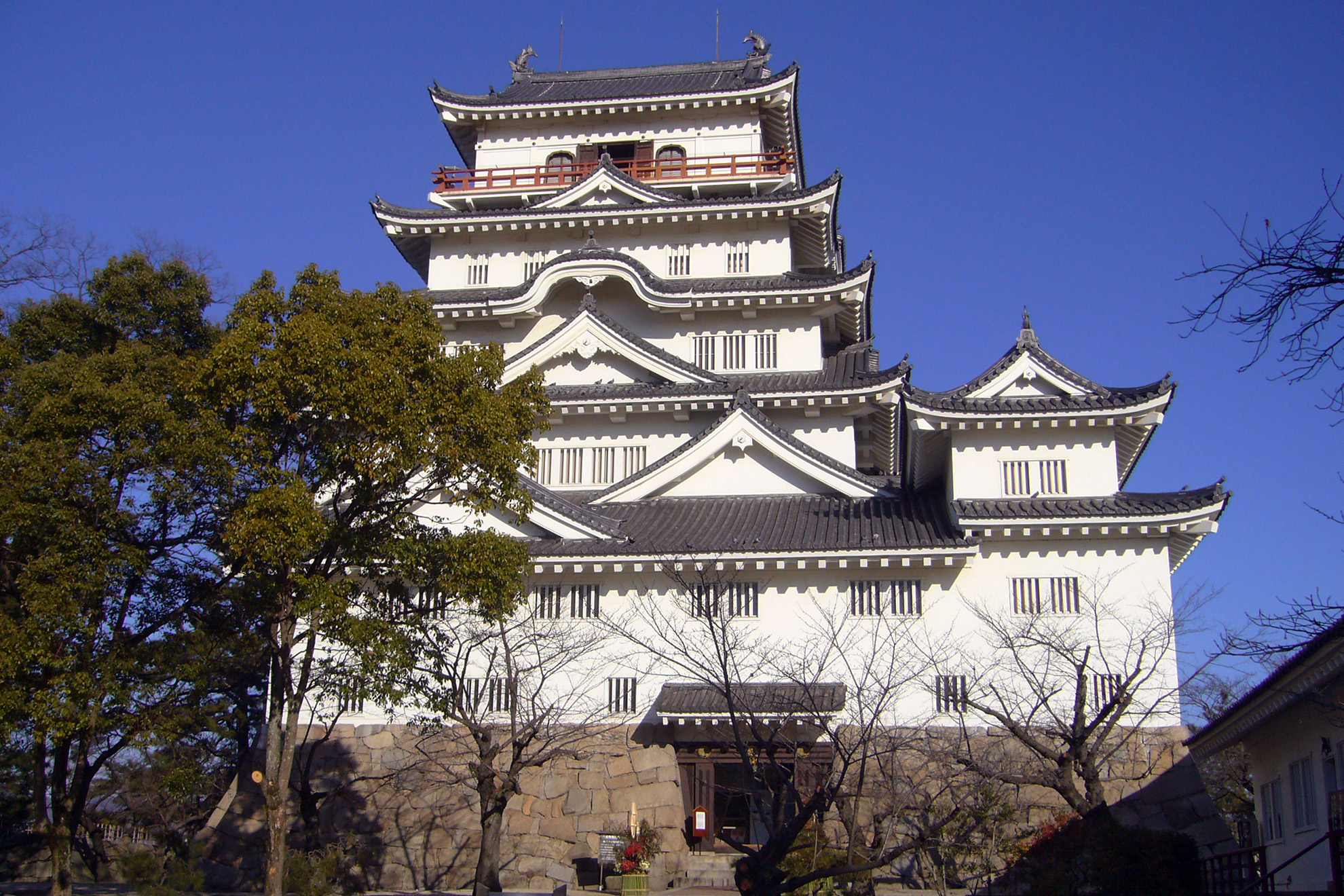
Westseite
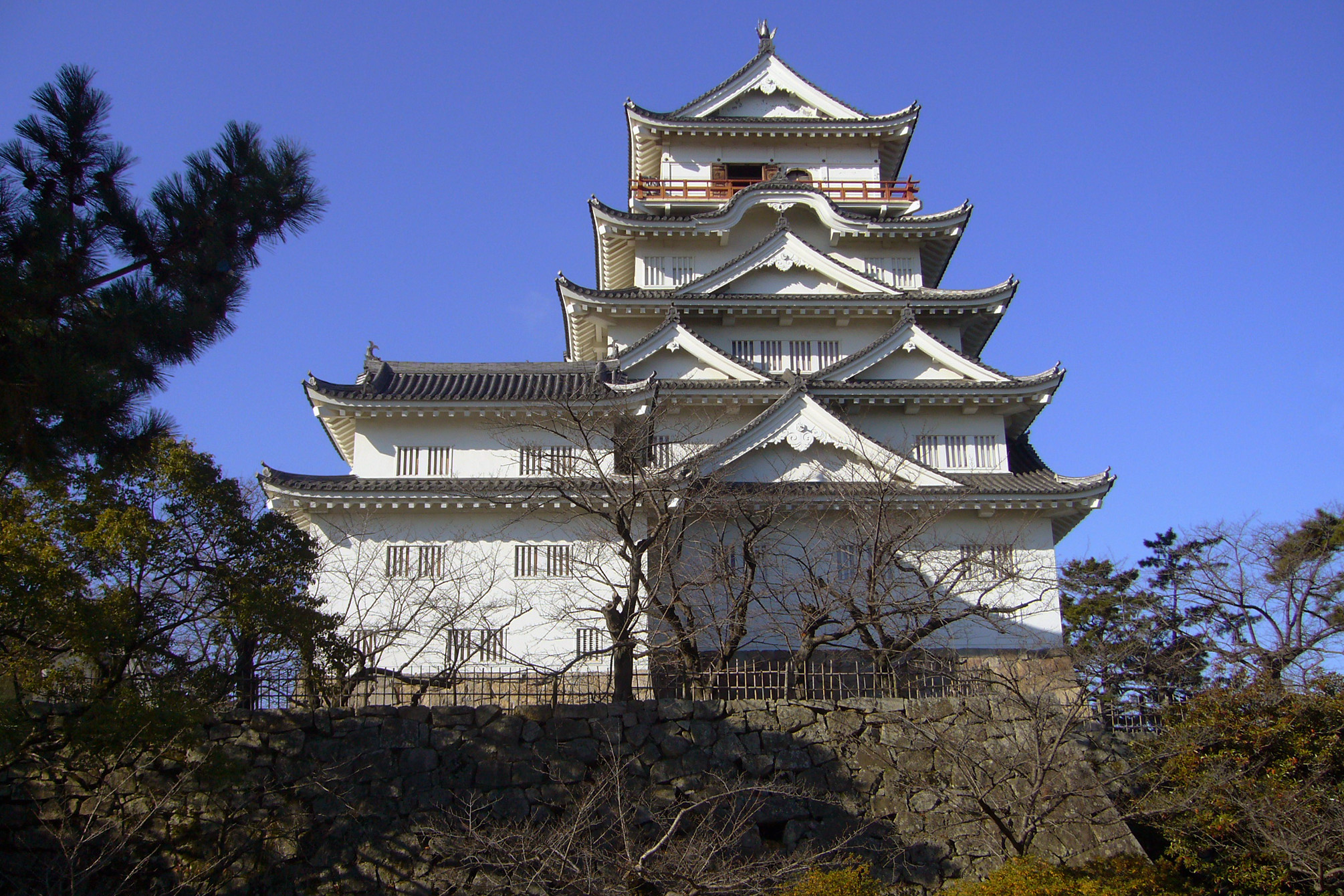
Ostseite
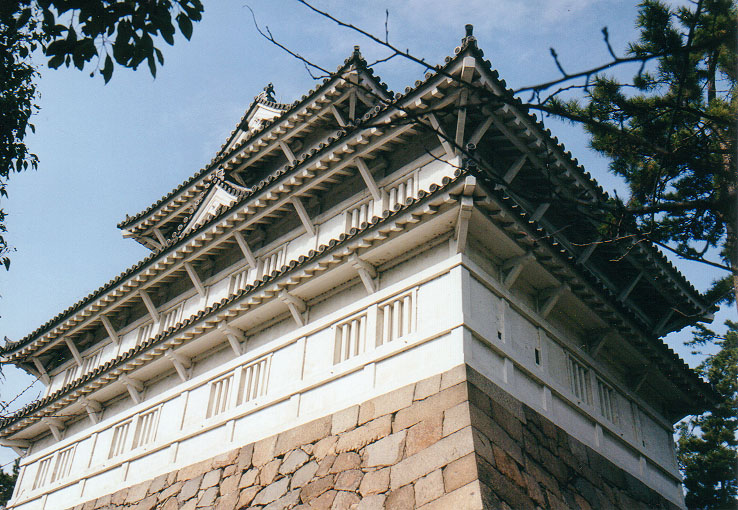
Fushimi-Yagura